# Анте Сердарушић
Анте Сердарушић (рођен 24. јануара 1983) је босанскохерцеговачки фудбалер хрватског порекла, који тренутно игра за ХШК Зрињски Мостар. У јуну 2008. године прешао је из Посушја у Зрињски.